# Ramón Barquín
Ramón M. Barquín López (Cienfuegos, 12 de mayo de 1914 - Guaynabo, 3 de marzo de 2008) fue un militar cubano.

## Biografía
Nació en el seno de una familia acaudalada de Cienfuegos que perdió su fortuna debido al efecto de la Gran Depresión en Cuba, por eso viajó a La Habana. Se alistó en el Ejército cubano en 1933. Se graduó como subteniente del Colegio Militar de Cuba y posteriormente estudió en la Escuela Superior de Guerra de México y en la United States Strategic Intelligence School. Alcanzó el grado de coronel, fue jefe de las academias militares del ejército cubano y jefe de inteligencia del ejército durante los primeros años del segundo gobierno de Batista (1952-1958). Debía ser ascendido a general en 1956. Fue agregado militar concurrentemente en los Estados Unidos, México y Canadá de 1950 a 1956, y vicejefe de la Junta Interamericana de Defensa durante la presidencia de Carlos Prío Socarrás y Fulgencio Batista Zaldívar.
En 1955 fue condecorado por el gobierno de los Estados Unidos con la Legión al Mérito. Fue el líder del intento de golpe de Estado en Cuba de 1956 llamado Conspiración de los Puros, por lo que fue condenado a 8 años de prisión, y fue encarcelado en el Presidio Modelo desde 1956 hasta el 1 de enero de 1959. Cuando las fuerzas guerrilleras de Fidel Castro arribaron a Cuba en diciembre de 1956, y luego se convirtieron en una amenaza para el gobierno de Batista, el gobierno estadounidense presionó a Fulgencio Batista para que dejara a Barquín en libertad y así pudieran detener el avance de las guerrillas, lo que finalmente se hizo el 1 de enero de 1959, el mismo día en que Batista voló a República Dominicana para su exilio.

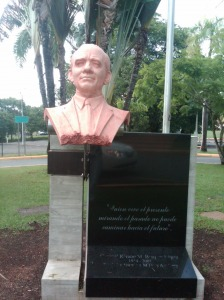
Busto en honor al Coronel Ramón Barquin en la America Military Academy de Puerto Rico.

Barquín, por su parte, voló el 1 de enero de 1959 desde el Presidio Modelo a La Habana y tomó el mando de las fuerzas en el Campamento militar de Columbia desde el mayor general Eulogio Cantillo, convirtiéndose así en el jefe de las Fuerzas Armadas. El comandante guerrillero Camilo Cienfuegos arribó a ese campamento el 3 de enero y Barquín traspasó su mando a Camilo para cumplir con los decretos presidenciales del recién nombrado presidente de la República Manuel Urrutia Lleó. Asistió a las juntas de formación del nuevo gobierno. 
Barquín fue inicialmente partidario de las reformas agrarias de Fidel Castro. Sin embargo, pronto se desilusionó con la ideología comunista de Castro y la violación de los derechos humanos cometida en su gobierno. En 1959 fue director general de las Academias Militares cubanas, director de Logística G-3 del Estado Mayor del Ejército, y luego fue designado por Castro en una misión diplomática especial a Francia, y allí renunció a su puesto en agosto de 1960 en desacuerdo con el gobierno cubano. En octubre de 1960 se exilió por unos meses en Miami, y perteneció al grupo anticastrista Movimiento Revolucionario del Pueblo junto a Raúl Chibás, Felipe Pazos y otros. Después del fracaso de la invasión de Bahía de Cochinos se asentó con su familia en Puerto Rico, en 1961. Allí fue un gran educador y fundó la American Military Academy y el Atlantic College de Puerto Rico. Devino corredor de maratón a sus 60 años. Participó en 11 maratones de la ciudad de Nueva York, y ganó segundo lugar de su grupo de edad en su primera participación, y primer lugar en 1994 en el grupo de 80 años y más. En 1995 fue declarado Educador del Año por el gobernador de Puerto Rico. Se casó en 1941 con Hilda Cantero, tuvo 2 hijos (Ramón y Lilliam), y enviudó en 2004. Murió en Guaynabo (Puerto Rico) el 3 de marzo de 2008.